# Ізафет
Ізафет (від араб. الإضافة al-iđāfatu «додаток») — термін у мовознавстві, що позначає певні типи атрибутивних конструкцій в іранських, тюркських , семітських та частково у фіно-угорських мовах.

## Іранські мови
В іранських мовах ізафет означає сполучення означуваного імені з постпозитивним означенням за допомогою енклітичного показника, що додається до означуваного імені. Такий показник виник з відносного займенника «що, який, котрий». У фарсі, таджицькій мові та деяких інших мовах цей показник ізафета є незмінюваним, наприклад, таджицьке -и: китоб-и хуб «добра книга», китобҳо-и хуб «добрі книги». У курдській мові показник ізафета має різні форми залежно від роду та числа означуваного імені: дәст-е р'аст (однина чоловічого роду) «права рука», сев-а тьрш (однина жіночого роду) «кисле яблуко», сев-ед тьрш (множина) «кислі яблука».

## Тюркські мови
У тюркських мовах ізафет означає іменні означувальні сполуки, обидва члени яких висловлені іменниками. Виділяють три типи ізафета:
- без морфологічних показників: азерб. дәмир гапы «залізна брама»;
- з афіксом приналежності 3-ї особи в означуваного імені: турец. türk dil-i «турецька мова»;
- з афіксом приналежності 3-ї особи в означуваного імені та афіксом родового відмінку в означення: туркмен. ат-ың өлүм-и «смерть коня».

Ці три типи ізафета розрізняються не тільки за формою, а й за змістом. У 1-му типі означення характеризує означуване за матеріалом, формою, статтю, фахом і т.ін.; у 2-му типі воно висловлює невизначене родове поняття, що наближується до українських відносних прикметників; а у 3-му типі висловлюються загальніші стосунки приналежності. Але розподіл цих типів по тюркських мовах не збігається.